# 市川三郷町
市川三郷町（いちかわみさとちょう）は、山梨県西八代郡にある町。国中地方に含まれる。

## 概要
町名は、西八代郡の旧市川大門町、旧三珠町、旧六郷町が対等合併したことから、旧市川大門町の「市川」と旧三珠町の「三」、旧六郷町の「郷」を合成し、さらに3町合併による「3つの郷」の意味とかけたことに由来する。
2006年（平成18年）3月1日に、同じく西八代郡であった上九一色村が甲府市と富士河口湖町に分割編入されたため、現在では西八代郡を構成する唯一の地方公共団体である。

## 地理

### 位置
甲府盆地の最南端に位置する。甲府盆地を流れてきた笛吹川と釜無川、御坂山地から流れてきた芦川がこの町で合流し、日本三大急流の一つといわれる富士川となる。

### 地形

#### 山地
主な山
- 釈迦ヶ岳
- 蛾ヶ岳
- 城山

#### 河川
主な川
- 芦川
- 笛吹川
- 釜無川
- 富士川

#### 湖沼
主な湖
- 四尾連湖

### 地域

#### 地区
- 旧市川大門町[1]
  - 市川大門（いちかわだいもん）
  - 高田（たかた）
  - 印沢（いんざわ）
  - 山保（やまほ）
  - 黒沢（くろさわ）
  - 下大鳥居（しもおおどりい）
  - 八之尻（はちのしり）
- 旧三珠町[1]
  - 上野（うえの）
  - 大塚（おおつか）
  - 下芦川（しもあしがわ）
  - 三帳（さんちょう）
  - 高萩（たかはぎ）
  - 垈（ぬた）
  - 中山（なかやま）
  - 畑熊（はたくま）
- 旧六郷町[1]
  - 岩間（いわま）
  - 落居（おちい）
  - 楠甫（くすほ）
  - 宮原（みやばら）
  - 葛籠沢（つづらさわ）
  - 鴨狩津向（かもがりつむぎ）
  - 五八（ごはち）
  - 岩下（いわした）
  - 寺所（てらどこ）

### 人口
| |                                            |  |
| 市川三郷町と全国の年齢別人口分布（2005年） | 市川三郷町の年齢・男女別人口分布（2005年） |  |
| ■紫色 ― 市川三郷町 ■緑色 ― 日本全国 | ■青色 ― 男性 ■赤色 ― 女性                  |  |
| 市川三郷町（に相当する地域）の人口の推移 \| 1970年（昭和45年） \| 23,056人 \| \| \| 1975年（昭和50年） \| 22,718人 \| \| \| 1980年（昭和55年） \| 21,985人 \| \| \| 1985年（昭和60年） \| 21,690人 \| \| \| 1990年（平成2年） \| 20,641人 \| \| \| 1995年（平成7年） \| 19,885人 \| \| \| 2000年（平成12年） \| 18,854人 \| \| \| 2005年（平成17年） \| 17,939人 \| \| \| 2010年（平成22年） \| 17,111人 \| \| \| 2015年（平成27年） \| 15,673人 \| \| \| 2020年（令和2年） \| 14,700人 \| \| |                                            |  |
| 総務省統計局 国勢調査より |                                            |  |
| 1970年（昭和45年） | 23,056人                                   |  |
| 1975年（昭和50年） | 22,718人                                   |  |
| 1980年（昭和55年） | 21,985人                                   |  |
| 1985年（昭和60年） | 21,690人                                   |  |
| 1990年（平成2年） | 20,641人                                   |  |
| 1995年（平成7年） | 19,885人                                   |  |
| 2000年（平成12年） | 18,854人                                   |  |
| 2005年（平成17年） | 17,939人                                   |  |
| 2010年（平成22年） | 17,111人                                   |  |
| 2015年（平成27年） | 15,673人                                   |  |
| 2020年（令和2年） | 14,700人                                   |  |

- 人口：17,939名（2005年実施の国勢調査より）
- 総世帯数：6,057世帯（同上）
  - 1世帯当たりの人口：2.96（同上）
- 就業人口：9,447名（2005年）

### 隣接自治体
山梨県
- 甲府市
- 南アルプス市
- 中央市
- 南巨摩郡
  - 富士川町
  - 身延町

## 歴史

### 沿革
平成
- 2005年（平成17年）10月1日 - 西八代郡市川大門町・三珠町・六郷町が合併し、市川三郷町が発足。同日、町役場本庁舎において合併記念式典が行われる。

## 行政

### 町長
- 町長：遠藤浩（2021年10月31日就任、1期目）

### 役場
- 市川三郷町役場：山梨県西八代郡市川三郷町市川大門1790-3
  - 大同出張所：山梨県西八代郡市川三郷町黒沢798
- 三珠支所：山梨県西八代郡市川三郷町上野2714－2
- 六郷支所：山梨県西八代郡市川三郷町岩間495

### 町政機関
- 市川三郷町下九一色生活改善センター
- 市川三郷町総合子どもセンター

### 県政機関
- 峡南地域振興局

## 議会

### 町議会
- 定数：14人
- 任期：2018年10月2日 - 2022年10月1日[2]

### 衆議院
- 選挙区：山梨1区（甲府市、韮崎市、南アルプス市、北杜市、甲斐市、中央市、西八代郡、南巨摩郡、中巨摩郡）
- 任期：2021年10月31日 - 2025年10月30日
- 投票日：2021年10月31日
- 当日有権者数：424,441人
- 投票率：59.49％

| 当落 | 候補者名 | 年齢 | 所属党派                            | 新旧別 | 得票数    | 重複 |
| ---- | -------- | ---- | ----------------------------------- | ------ | --------- | ---- |
| 当   | 中谷真一 | 45   | 自由民主党                          | 前     | 125,325票 | ○    |
| 比当 | 中島克仁 | 54   | 立憲民主党                          | 前     | 118,223票 | ○    |
|      | 辺見信介 | 57   | NHKと裁判してる党弁護士法72条違反で | 新     | 4,826票   |      |

## 国家機関

### 国土交通省
- 関東地方整備局 甲府工事事務所富士川上流出張所

## 施設

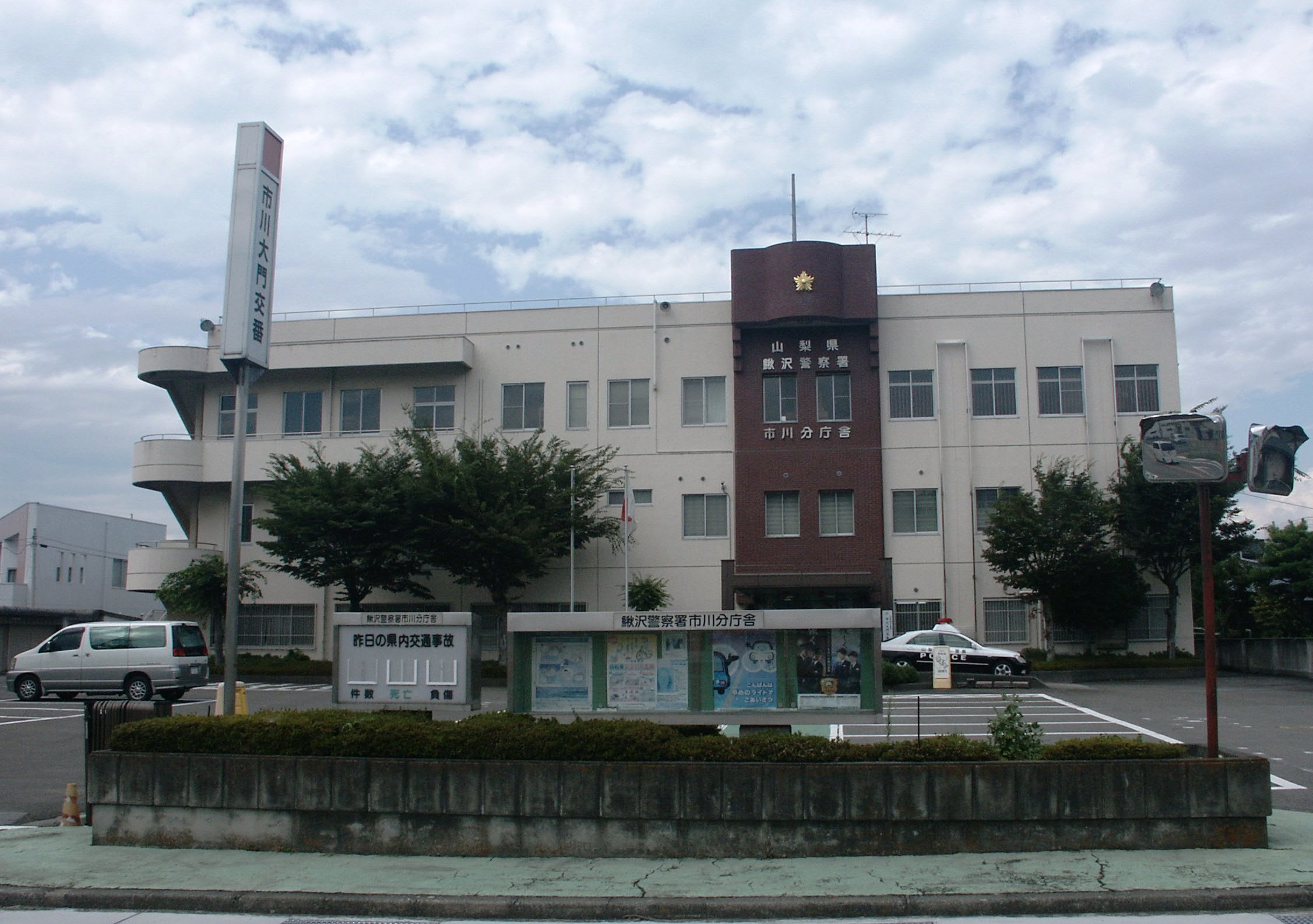
鰍沢警察署市川分庁舎

### 警察
本部
- 山梨県警察 鰍沢警察署市川分庁舎
  - かつて市川警察署が存在したが、2007年4月1日に鰍沢警察署と統合され同署の分庁舎となった。

交番
- 市川大門交番

駐在所
- 大同駐在所
- 大同駐在所
- 上野駐在所
- 岩間駐在所

### 消防
本部
- 峡南広域行政組合

消防署
- 北部消防署（西八代郡市川三郷町下大鳥居27）

### 医療
- 市川三郷町立病院
- 市川三郷町総合福祉センター
- 市川三郷町心身障害者小規模授産所
- 市川三郷町健康管理センター
- 市川三郷町営国民健康保険診療所

### 福祉施設
- 訪問看護ステーション西八代
- デイサービスセンター
- 介護老人保健施設

### 郵便局
主な郵便局
- 峡南郵便局（集配局）
- 市川大門郵便局
- 黒沢郵便局
- 上野郵便局
- 下九一色郵便局
- 高田簡易郵便局
- 大塚簡易郵便局

### 図書館
町立
- 市川三郷町立図書館
- 市川三郷町立みたま図書館
- 市川三郷町立図書館六郷分館

### 交流施設
- 市川大門町民会館
- （市川大門）上地区公民館
- （市川大門）中地区公民館
- （市川大門）下地区公民館
- （市川大門）高田地区公民館
- （市川大門）山保地区公民館
- （市川大門）大同地区公民館
- 市川三郷町六郷町民会館

### 運動施設
- 市川三郷町市川大門体育館

## 経済

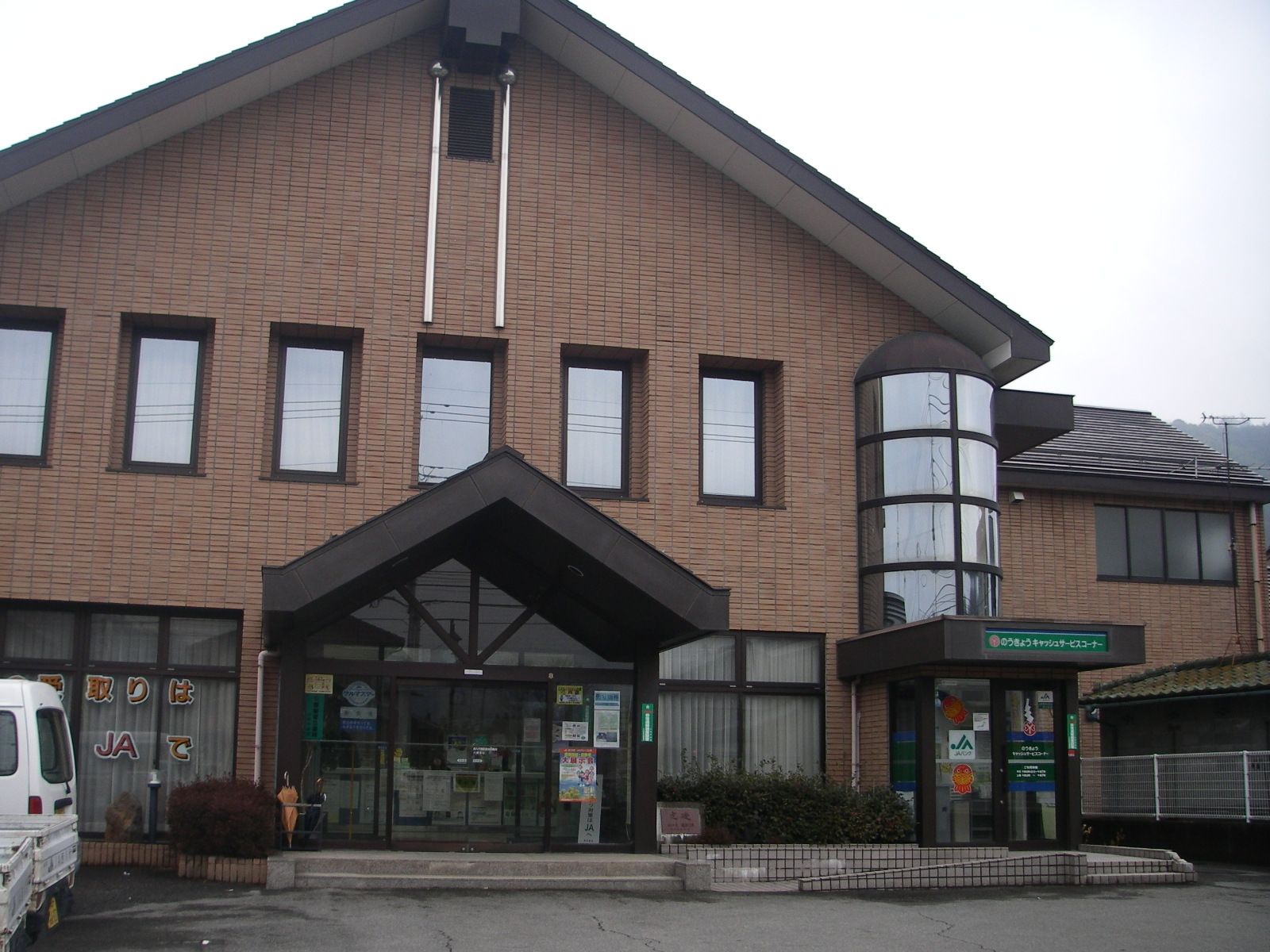
JA西八代（現・JA山梨みらい） 六郷支店

### 第一次産業

#### 農業
- 大塚にんじん

農業組合
- 山梨みらい農業協同組合（JA山梨みらい）
  - かつては西八代郡農業協同組合（JA西八代）が存在したが、2019年（平成31年）2月1日に統合された[3]。

## 情報・通信

### マスメディア

#### 中継局
- 市川大門テレビ中継局
- 市川三郷中継局

### 高等学校
県立
- 山梨県立青洲高等学校

### 中学校
町立
- 市川三郷町立市川中学校
- 市川三郷町立市川南中学校
- 市川三郷町立三珠中学校
- 市川三郷町立六郷中学校

### 小学校
町立
- 市川三郷町立市川小学校
- 市川三郷町立市川東小学校
- 市川三郷町立市川南小学校
- 市川三郷町立上野小学校
- 市川三郷町立大塚小学校
- 市川三郷町立六郷小学校

### 幼児教育

#### 幼稚園
- 市川幼稚園
- 市川南幼稚園
- 定林寺立正幼稚園

#### 保育園・保育所
- 市川保育所
- 富士見保育所
- 市川南保育所
- 山保へき地保育所
- 高田保育園
- 三珠保育所
- 大塚保育所
- ひまわり保育園
- 定林寺立正保育園

## 交通

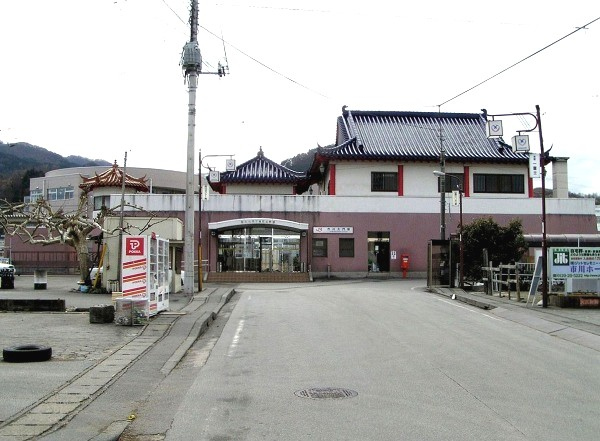
市川大門駅

### 鉄道
東海旅客鉄道（JR東海）
- CC身延線：甲斐岩間駅 ‐ 落居駅 ‐ 鰍沢口駅 ‐ 市川大門駅 ‐ 市川本町駅 ‐ 芦川駅 ‐ 甲斐上野駅

甲斐岩間駅、鰍沢口駅、市川大門駅は特急『ふじかわ』が停車する。

### バス

#### 路線バス
コミュニティバス
- 三珠線

下芦川農協跡地 ‐ 下九一色局 ‐ 畑熊入口 ‐ 芦川駅入口 ‐ 三珠庁舎 ‐ 甲斐上野駅‐中央商店街駐車場 ‐ 役場本庁舎 ‐ 市川三郷病院
- 山保線

四尾連公民館前 ‐ 清水公民館入口 ‐ 帯那公民館前 ‐ 大門碑林公園 ‐ 市川本町駅 ‐ 中央商店街駐車場 ‐ 役場本庁舎 ‐ 市川三郷病院
- 六郷線

つむぎの湯 ‐ 甲斐岩間駅 ‐ 落居駅入口 ‐ 鰍沢口駅
- 六郷循環線

岩下公民館 → 落居駅 → 六郷支所 → 甲斐岩間駅 → つむぎの湯 → 楠甫沖村三叉路 → 甲斐岩間駅 → 宮原スポーツ広場 → 甲斐岩間駅 → つむぎの湯
つむぎの湯 → 甲斐岩間駅 → 六郷支所 → 落居駅 → 岩下公民館 → 甲斐岩間駅 → つむぎの湯 → 楠甫沖村三叉路 → 甲斐岩間駅 → 甲斐岩間駅 → 岩下公民館
身延町営バス
- 身延町営バス身延鰍沢線：鰍沢口駅から富士川西岸を通り、身延町にある身延駅まで運行している。
- 身延町営バス古関循環線：甲斐岩間駅から峡南高校、身延町役場、下部温泉駅を経由し古関地区まで運行している。

補足
- 全路線土曜、日曜、休祭日、年末年始は運休となる。
  - 三珠線は火・木は全区間2往復（但し市川三郷病院→三珠庁舎、三珠庁舎下→芦川農協跡地の区間便あり）であるが、月・水・金曜は下芦川農協跡地‐三珠庁舎の区間のみ1往復となっている。
  - 山保線は月・水・金曜のみ運行。四尾連湖および大門碑林公園は現在経由していない（市川三郷町公式ホームページには記載がある）。
  - 六郷循環線は水曜日も運休。
- 全路線1乗車につき100円。高校生以下と75歳以上は無料である。
  - 三珠線、山保線は現金精算のみ。
  - 六郷線は山梨交通鰍沢営業所に運行委託しており、現金以外にも交通系ICカード（Suica、PASMOなど）の使用が可能である。
  - 六郷循環線を利用する際はつむぎの湯または六郷支所（旧六郷町役場）で販売している利用券が必要（高校生以下と75歳以上も料金不要であるが利用券そのものは必要）。

### 道路

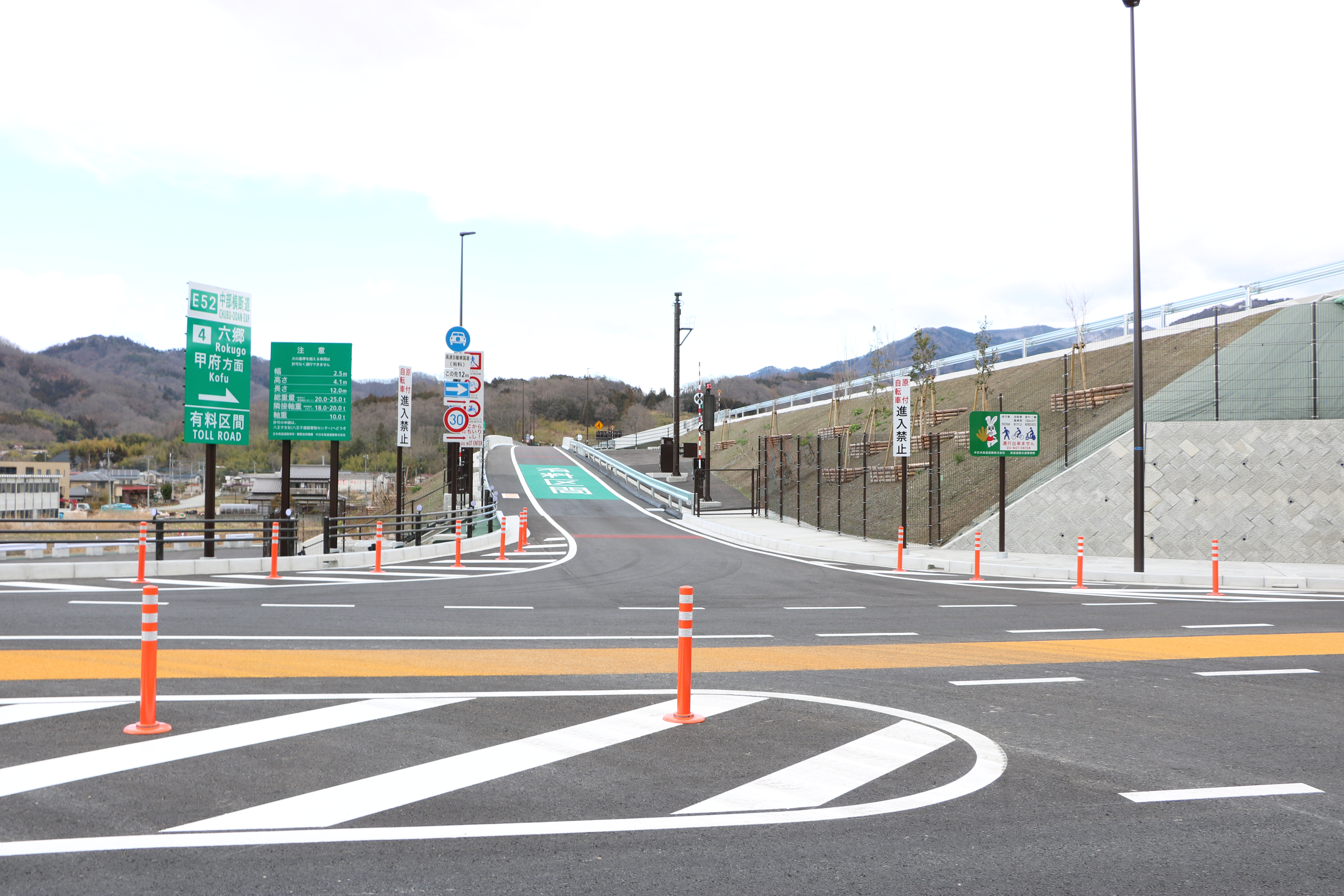
六郷IC

#### 高速道路
- E52中部横断自動車道
  - (4)六郷IC

#### 国道
- 国道140号
- 国道358号（右左口トンネル）

## 観光

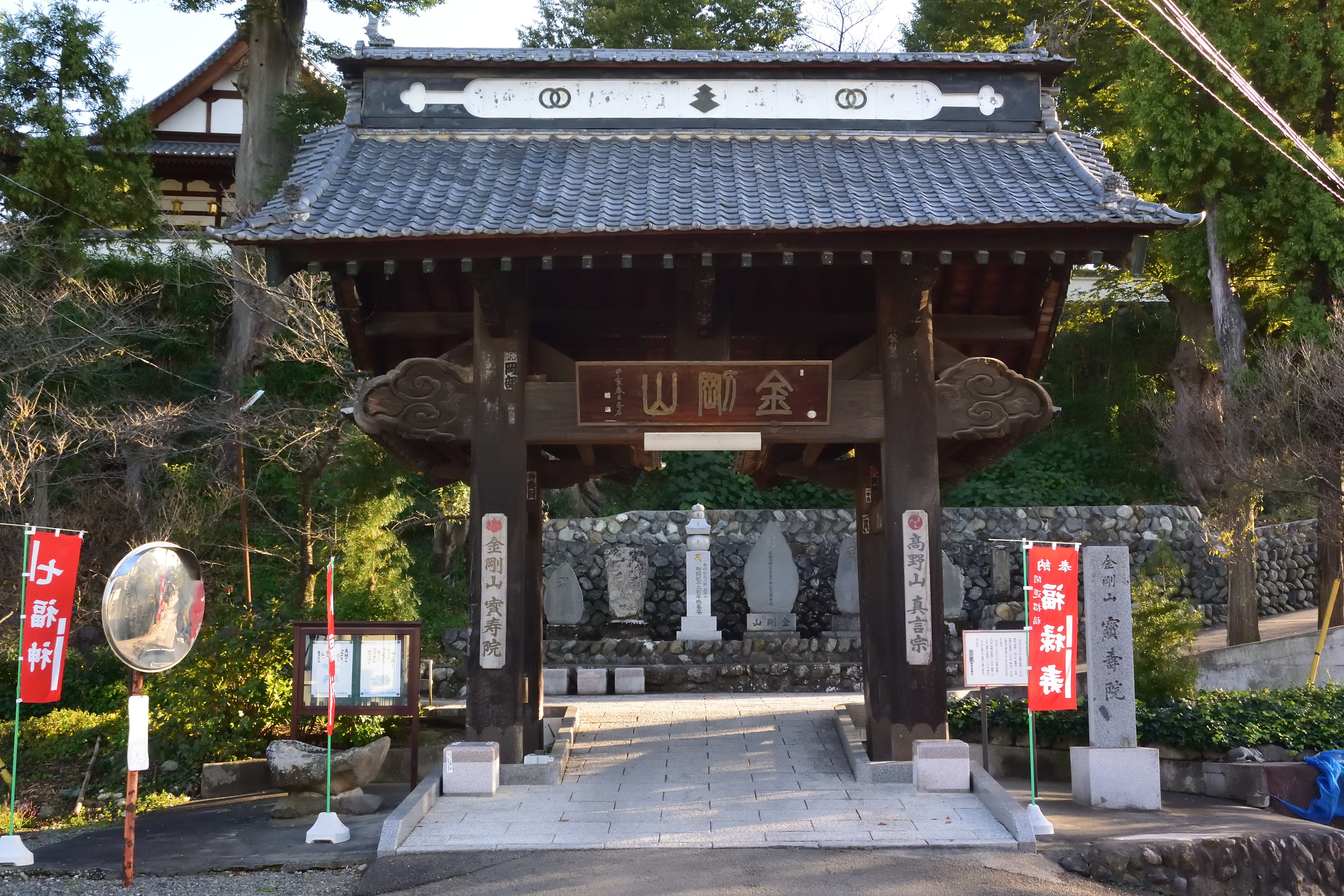
宝寿院

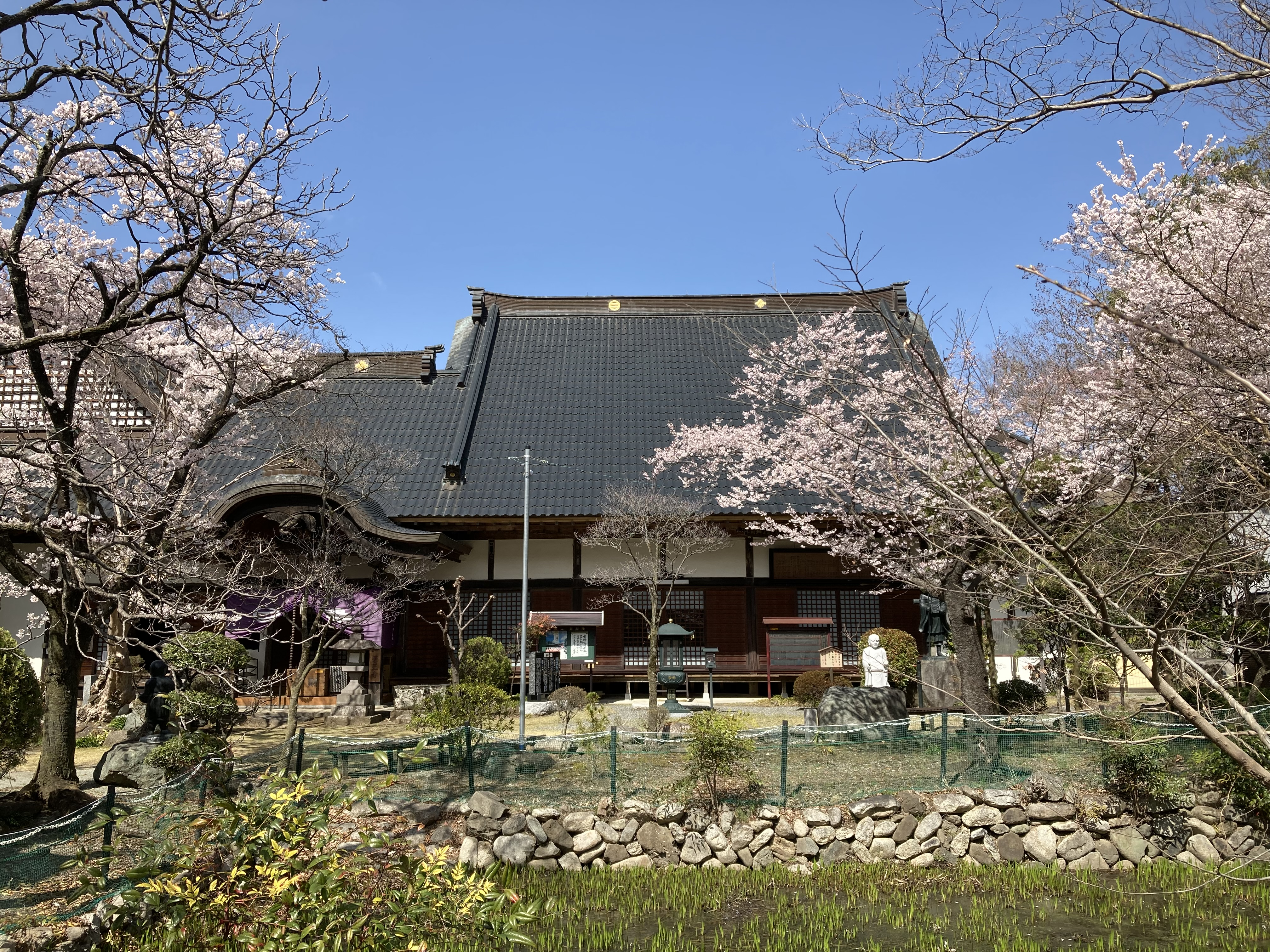
薬王寺

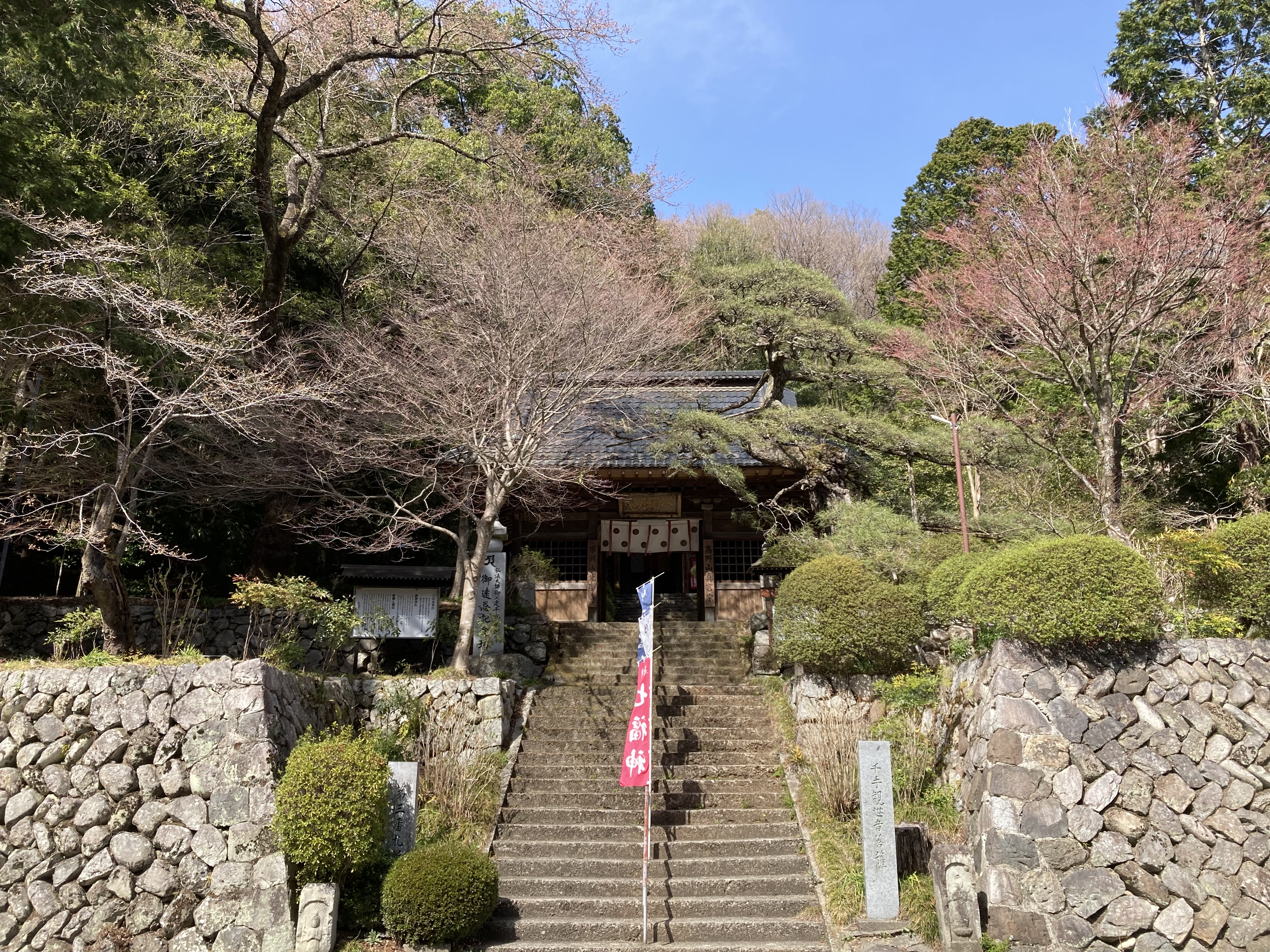
光勝寺

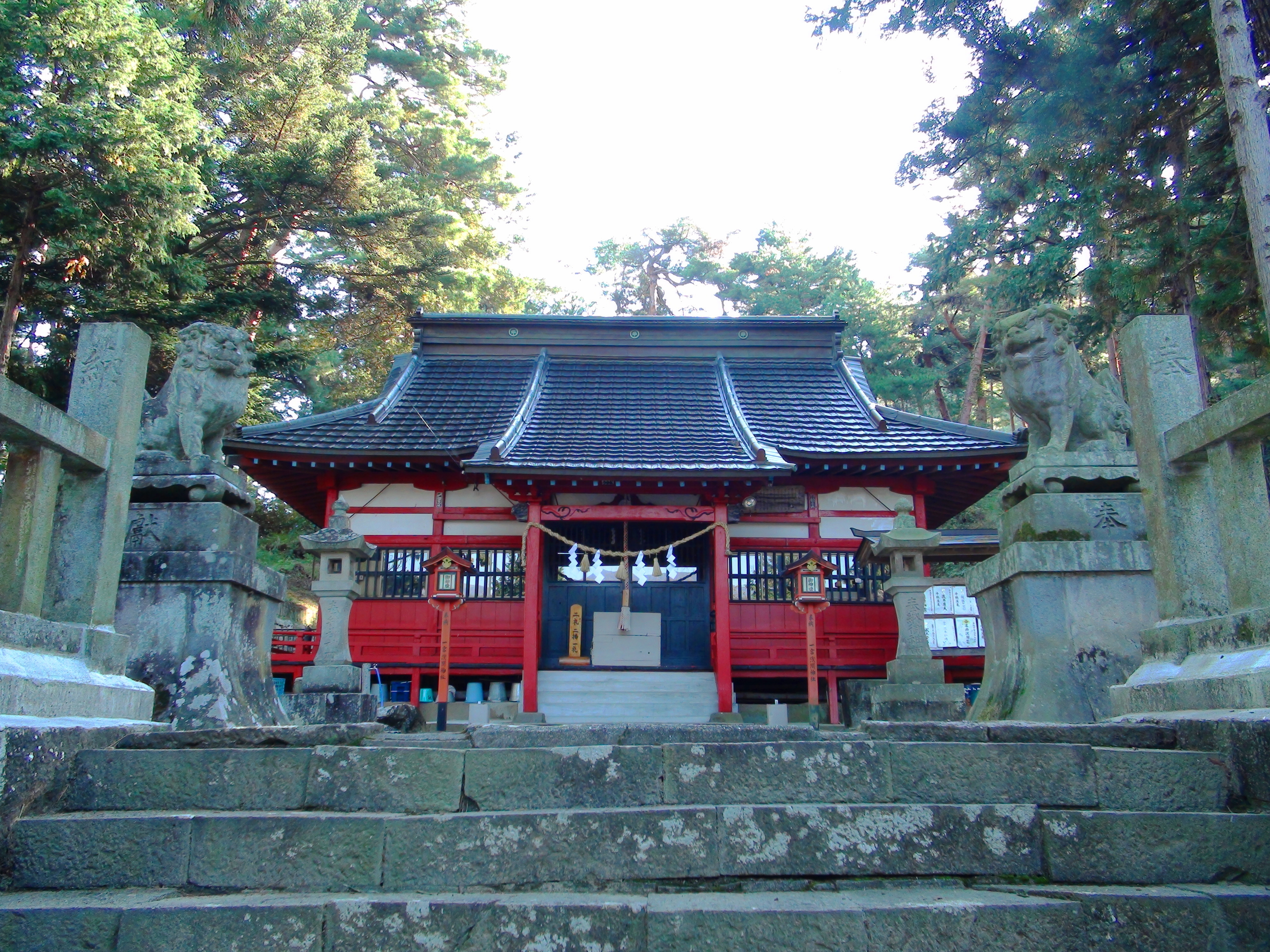
一宮浅間神社

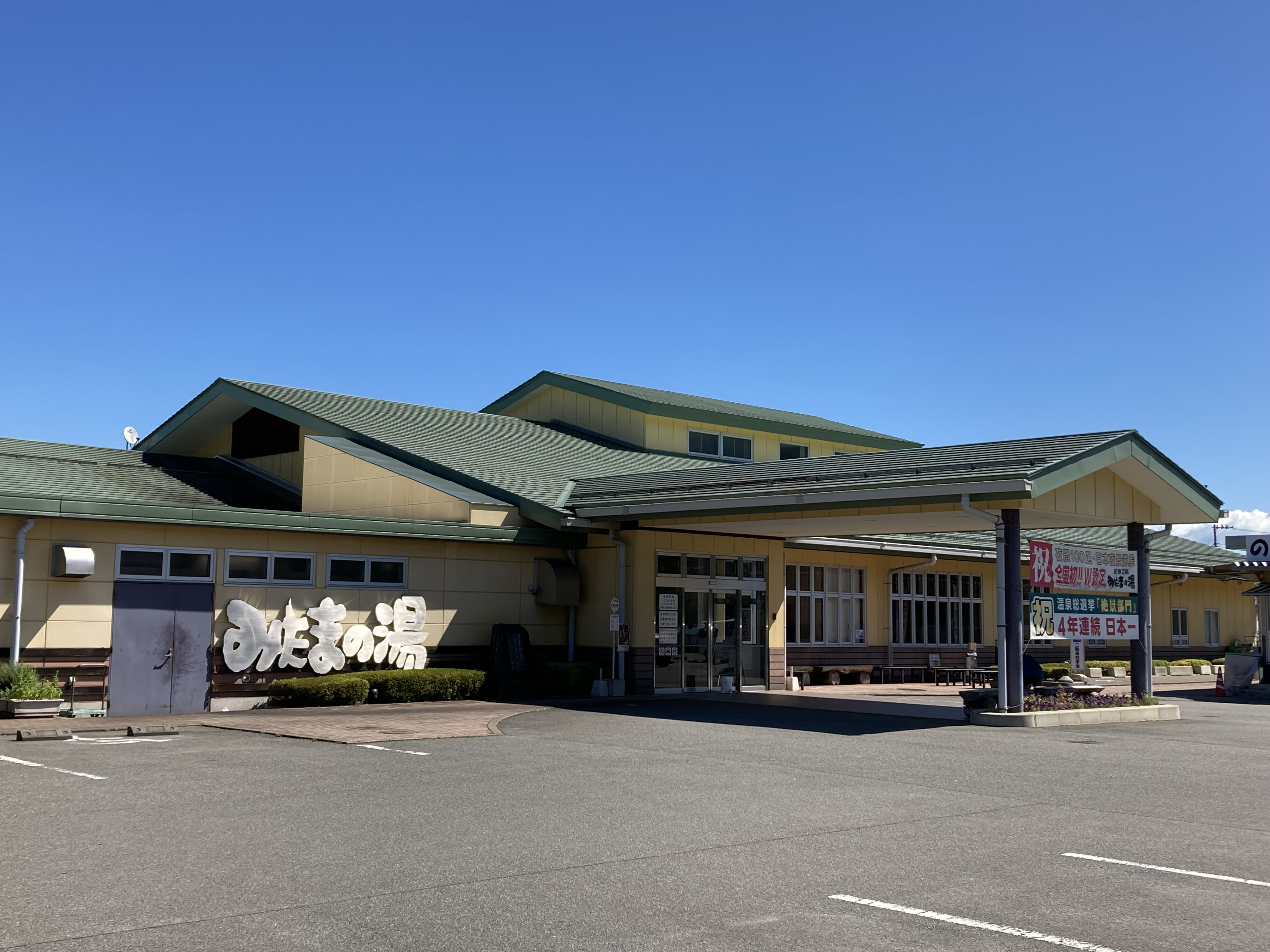
みたまの湯

### 名所・旧跡
主な寺院
- 平塩寺
- 宝寿院（甲斐西八代七福神　福禄寿）
- 薬王寺 - 甲斐国三十三観音霊場1番札所（甲斐西八代七福神　恵比寿大神）
- 光勝寺 - 甲斐国三十三観音霊場3番札所（甲斐西八代七福神　大黒天）
- 高前寺 - 甲斐国三十三観音霊場29番札所
- 福寿院（甲斐西八代七福神　毘沙門天）
- 宝寿寺（甲斐西八代七福神　弁財天）
- 花園院（甲斐西八代七福神　布袋尊）
- 不動寺（甲斐西八代七福神　寿老人）

主な神社
- 一宮浅間神社

主な史跡
- 市川陣屋址（市川大門地区）
- 甲斐源氏旧跡（市川大門地区）

主な古墳
- 大塚古墳群
  - 鳥居原狐塚古墳

宿場
- 駿州往還
  - ：（甲府宿）- 市川大門宿 -（鰍沢宿）- 岩間宿 -（西島宿）

### 観光スポット
公園
- 大門碑林公園（市川大門地区）
- 歌舞伎文化公園(上野地区)

温泉施設
- みたまの湯（三珠地区）
- つむぎの湯（六郷地区）

### 娯楽施設
- 丹頂館 - 劇場・映画館（1927年～昭和30年代）
- 岩間劇場 - 劇場・映画館（1950年～昭和30年代）

## 文化・名物

### 祭事・催事

#### イベント
- 神明の花火大会（市川大門地区、毎年8月7日（8と7から花火の日））

### 名産・特産
市川大門地区
- 花火

武田氏の軍事用の狼煙（のろし）の打ち上げが、伝統産業である花火の原点であると言われている。「市川の花火」は、江戸時代には日本三大花火に挙げられることもあった。
- 和紙

甲斐源氏の祖でありこの地域に土着した源義清の家臣である甚左衛門が紙漉き技術を伝授したのが和紙産業の原点だと伝えられており、芦川清流を利用した中世以来の産業である。美人の肌のように白くて美しいことから肌吉紙（はだよしがみ）と呼ばれる。武田氏や徳川氏の保護を受け、紙漉衆は苗字帯刀を許されていた。近世には糊入紙も生産され、御用紙として江戸幕府に納められた。近代には機械化し、手漉きの工房は一軒のみである。主に障子紙、奉書紙、包装紙、機能紙、書道用紙、画仙紙などを生産。障子紙の生産量は日本国内で1位（シェア40%）である。
六郷地区
- ハンコ

六郷地区の印鑑は、百年の歴史を持ち、技術革新とともに販売ルートを全国に広げ、山梨県における生産量の70%、全国生産の50%を占め、日本一の印鑑の里となっている。長い経験と確かな六郷の印鑑作成の技術は、山梨はもとより全国から高い評価を得ている。
この印鑑産業を支える地域の中核的組織「六郷印章業連合組合」は、販売業者、彫刻業者、印材業者等を中心に組織され、特に彫刻業者の中には、都道府県職業能力開発協会が認定する「印章彫刻技能士（1-2級）」の国家資格を有する技術者も組合員として数多く加入している。
最近では、平成21年8月より同地域の町営温泉施設である「つむぎの湯」内にも印鑑作成コーナーが開設され、展示コーナーと併せて販売促進にも力を入れている。
伝統産業としての花火・和紙・ハンコの他に、「枯露柿」やキウイフルーツ、葡萄といった果物類から、トウモロコシの甘々娘（かんかんむすめ）や大塚ニンジン等の野菜類、やま繭アクセサリーという飾り物まで様々な特産品がある。

### 組織
- 六郷印章業連合組合